# Schistostege rumelica
Schistostege rumelica là một loài bướm đêm trong họ Geometridae.